# Leonid Spirin
Leonid Vasil'evič Spirin (in russo Леонид Васильевич Спирин?; Žavoronki, 20 agosto 1932 – 23 febbraio 1982) è stato un marciatore sovietico, specializzato nella 20 km.

## Carriera
Ai Giochi della XVI Olimpiade vinse l'oro nei 20 km di marcia ottenendo un tempo migliore del russo Antonas Mikenas (medaglia d'argento) e del russo Bruno Junk.

## Palmarès
| Anno | Manifestazione  | Sede      | Evento          | Risultato | Prestazione | Note            |
| ---- | --------------- | --------- | --------------- | --------- | ----------- | --------------- |
| 1956 | Giochi olimpici | Melbourne | 20 km di marcia | Oro       | 1h31'27"4   | Record olimpico |
| 1958 | Europei         | Stoccolma | 20 km di marcia | Argento   |             |                 |